# Macquartia pegomyioides
Macquartia pegomyioides là một loài ruồi trong họ Tachinidae.